# Evgenij Viktorovič Nalimov
Evgenij Viktorovič Nalimov (in russo Евгений Викторович Налимов?; Novosibirsk, 1965) è un programmatore russo, ex impiegato della Microsoft.

## Biografia
Ha studiato all'Università statale di Novosibirsk, conseguendo un M.Sc.. Ha iniziato una tesi di Ph.D. che tuttavia non ha completato.
Dal 1998 ha lavorato per la realizzazione di un generatore di tablebase per vari tipi di finali. Per il suo lavoro nel campo dell'informatica scacchistica ha ricevuto un premio dalla ChessBase in occasione del meeting ChessBase a Maastricht, nel 2002.